# Bricquebec
Bricquebec és un municipi francès situat al departament de la Manche i a la regió de Normandia. L'any 2007 tenia 4.239 habitants.

## Demografia

### Població
El 2007 la població de fet de Bricquebec era de 4.239 persones. Hi havia 1.700 famílies de les quals 487 eren unipersonals (183 homes vivint sols i 304 dones vivint soles), 544 parelles sense fills, 560 parelles amb fills i 109 famílies monoparentals amb fills.
La població ha evolucionat segons el següent gràfic:
Habitants censats

### Habitatges
El 2007 hi havia 1.970 habitatges, 1.732 eren l'habitatge principal de la família, 65 eren segones residències i 173 estaven desocupats. 1.760 eren cases i 193 eren apartaments. Dels 1.732 habitatges principals, 918 estaven ocupats pels seus propietaris, 788 estaven llogats i ocupats pels llogaters i 25 estaven cedits a títol gratuït; 69 tenien una cambra, 99 en tenien dues, 308 en tenien tres, 500 en tenien quatre i 756 en tenien cinc o més. 1.242 habitatges disposaven pel capbaix d'una plaça de pàrquing. A 769 habitatges hi havia un automòbil i a 664 n'hi havia dos o més.

### Piràmide de població
La piràmide de població per edats i sexe el 2009 era:
| Homes | Edats   | Dones |
| ----- | ------- | ----- |
| 0     | 95 o +  | 0     |
| 1     | 90 a 94 | 16    |
| 18    | 85 a 89 | 43    |
| 36    | 80 a 84 | 35    |
| 77    | 75 a 79 | 84    |
| 80    | 70 a 74 | 128   |
| 73    | 65 a 69 | 101   |
| 100   | 60 a 64 | 110   |
| 113   | 55 a 59 | 90    |
| 148   | 50 a 54 | 135   |
| 155   | 45 a 49 | 160   |
| 192   | 40 a 44 | 160   |
| 167   | 35 a 39 | 197   |
| 114   | 30 a 34 | 146   |
| 169   | 25 a 29 | 125   |
| 126   | 20 a 24 | 58    |
| 171   | 15 a 19 | 173   |
| 178   | 10 a 14 | 155   |
| 114   | 5 a 9   | 198   |
| 121   | 0 a 4   | 131   |

## Economia
El 2007 la població en edat de treballar era de 2.595 persones, 1.777 eren actives i 818 eren inactives. De les 1.777 persones actives 1.560 estaven ocupades (887 homes i 673 dones) i 217 estaven aturades (84 homes i 133 dones). De les 818 persones inactives 258 estaven jubilades, 231 estaven estudiant i 329 estaven classificades com a «altres inactius».

### Ingressos
El 2009 a Bricquebec hi havia 1.748 unitats fiscals que integraven 4.264 persones, la mediana anual d'ingressos fiscals per persona era de 16.126 €.

### Activitats econòmiques
Dels 172 establiments que hi havia el 2007, 5 eren d'empreses extractives, 8 d'empreses alimentàries, 5 d'empreses de fabricació d'altres productes industrials, 20 d'empreses de construcció, 45 d'empreses de comerç i reparació d'automòbils, 4 d'empreses de transport, 13 d'empreses d'hostatgeria i restauració, 2 d'empreses d'informació i comunicació, 8 d'empreses financeres, 4 d'empreses immobiliàries, 20 d'empreses de serveis, 27 d'entitats de l'administració pública i 11 d'empreses classificades com a «altres activitats de serveis».
Dels 50 establiments de servei als particulars que hi havia el 2009, 1 era una oficina d'administració d'Hisenda pública, 1 gendarmeria, 1 oficina de correu, 4 oficines bancàries, 1 funerària, 3 tallers de reparació d'automòbils i de material agrícola, 1 taller d'inspecció tècnica de vehicles, 2 autoescoles, 3 paletes, 6 guixaires pintors, 5 fusteries, 4 lampisteries, 1 electricista, 5 perruqueries, 5 veterinaris, 5 restaurants i 2 agències immobiliàries.
Dels 31 establiments comercials que hi havia el 2009, 2 eren supermercats, 1 un supermercat, 2 botiges de menys de 120 m², 4 fleques, 5 carnisseries, 1 una botiga de congelats, 2 llibreries, 4 botigues de roba, 2 sabateries, 2 botigues d'electrodomèstics, 1 una botiga d'electrodomèstics, 1 una botiga de mobles, 1 un drogueria, 1 una perfumeria i 2 floristeries.
L'any 2000 a Bricquebec hi havia 84 explotacions agrícoles que ocupaven un total de 1.276 hectàrees.

## Equipaments sanitaris i escolars
El 2009 hi havia 2 farmàcies i 2 ambulàncies.
El 2009 hi havia 1 escola maternal i 2 escoles elementals. Bricquebec disposava d'un col·legi d'educació secundària amb 644 alumnes.

## Poblacions més properes
El següent diagrama mostra les poblacions més properes.